# Nokia N70

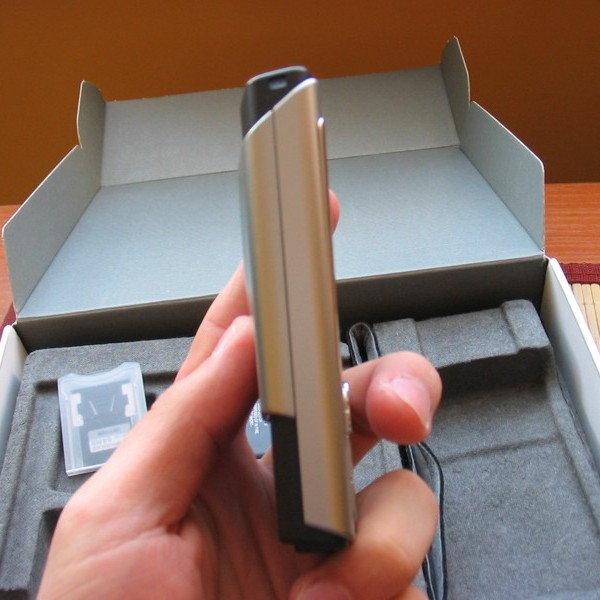
Nokia N70 – z boku

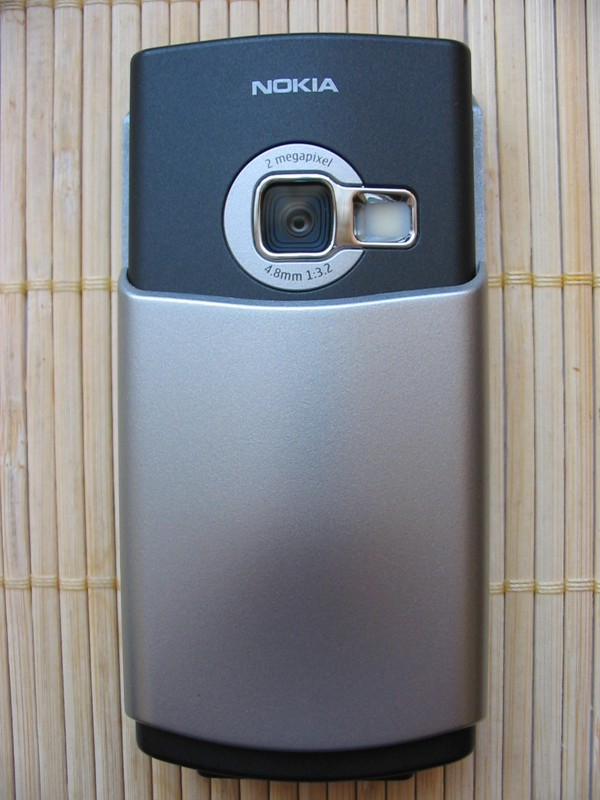
Nokia N70 – widok z tyłu – zsunięta osłona aparatu

Nokia N70 – smartfon trzeciej generacji (3G) wprowadzony do sprzedaży na przełomie 2005 i 2006 roku. Podobnie jak pozostałe modele serii N, skierowany przede wszystkim do młodych, wymagających użytkowników. Dzięki zastosowaniu systemu operacyjnego SymbianOS z interfejsem s60v2 użytkownik może korzystać z zalet wielozadaniowości oraz używać szerokiej gamy zarówno natywnych aplikacji, jak i tych wykorzystujących Javę. Jedną z zalet telefonu jest możliwość instalacji oprogramowania do nawigacji wykorzystującego zewnętrzny odbiornik sygnału GPS, z którym telefon komunikuje się za pośrednictwem Bluetooth.

## Inne informacje
Telefon pracuje pod kontrolą systemu operacyjnego Symbian w wersji 8.1a, wyposażonego w interfejs Series 60 v2.8. Mocy obliczeniowej dostarcza 32-bitowy procesor ARM9 taktowany częstotliwością 220 MHz.

## Pamięć
Standardowo użytkownik ma do dyspozycji 32 MB pamięci wewnętrznej, z czego około 12 MB jest zajęta przez system i oprogramowanie. Oprócz tego w komplecie znajduje się 64 MB pamięci masowej zewnętrznej w postaci karty MMC RS-DV (MMCM). Istnieje możliwość rozszerzenia pamięci do 2 GB.

## Kamera
Telefon ma dwie kamery-aparaty cyfrowe:
- podstawowa o matrycy 2 MPix i rozdzielczości maksymalnej 1600x1200 pikseli, wyposażona w lampę błyskową i 20-krotny zoom cyfrowy,
- dodatkowa, umieszczona na przedniej części panelu, 0,3 MPix, służąca do prowadzenia wideokonferencji z wykorzystaniem sieci UMTS. Możliwe jest wykorzystanie tej kamery w celu nagrywania sekwencji wideo bądź robienia zdjęć, jednak jakość jest o wiele niższa niż w przypadku kamery podstawowej.

## Sieć
Telefon pracuje w sieci GSM 900/1800/1900 oraz UMTS.

## Wymiary
Jego wymiary to 52 × 108,8 × 21,8 mm, a masa z akumulatorem nie przekracza 126 gramów.

## Bateria
Fabryczna bateria Akumulator Li-ion z serii BL-5C, o pojemności 970 mAh zapewnia mu żywotność na poziomie 260 godzin w trybie czuwania lub 210 minut w trybie rozmowy (dane producenta).

## Wyświetlacz
Wyświetlacz TFT może zaprezentować obraz o 262 tys. kolorów w rozdzielczości 176 × 208 pikseli.

## Funkcje dodatkowe
Telefon ma możliwość nagrywania ograniczonych tylko ilością wolniej pamięci sekwencji video o rozdzielczości CIF (352 × 288 pikseli) wraz z dźwiękiem. Jest wyposażony w stereofoniczny odtwarzacz muzyki oraz radio FM.
Telefon nie został wyposażony w łącze podczerwieni IrDA, wśród jego funkcji znajdziemy natomiast Bluetooth 2.0, GPRS klasy 10, przeglądarkę WAP 2.0, obsługę protokołów HSCSD i EDGE, oraz standardowo w zestawie kabel USB CA-53 do bezpośredniej komunikacji z komputerem klasy PC.

## Najważniejsze funkcje
Najważniejsze funkcje telefonu: SMS, MMS, Video MMS, EMS, Raporty doręczeń, Wiadomości grupowe, Wiadomości sieciowe, słownik, klient poczty elektronicznej, SyncML i Push to talk, Przeglądarka XHTML, organizer, kalendarz, zegar, data, budzik, alarm, kalkulator, dyktafon, konwerter, wbudowany system głośnomówiący. Niektórzy dystrybutorzy (jak np. Orange) dodają również programy do odczytu plików .doc, .xml i .pdf.
Dzięki zastosowanemu procesorowi i systemowi operacyjnemu, telefon ma możliwość uruchomienia gier 3D w pełnej gamie kolorów obsługiwanej przez wyświetlacz.